# 奧雷亞波利斯 (內布拉斯加州)
奧雷亞波利斯（英語：Oreapolis）是位於美國內布拉斯加州卡斯縣的非建制地區。

## 歷史
奧雷亞波利斯的郵局於1859年設立，其後於1864年停運。

## 地理
奧雷亞波利斯所處的海拔為高於海平面294米（即965英呎），而該地所採用的時區為UTC-6，即北美中部时区（CST）。同時該地設有夏令時間，為UTC-6調快一小時，即UTC-5（CDT）。